# Liste der denkmalgeschützten Objekte in Lassing (Steiermark)
Die Liste der denkmalgeschützten Objekte in Lassing enthält die 5 denkmalgeschützten, unbeweglichen Objekte der Gemeinde Lassing im steirischen Bezirk Liezen.

## Denkmäler
| Foto  |                 | Denkmal                                                                           | Standort                                            | Beschreibung | Metadaten |
| ----- | --------------- | --------------------------------------------------------------------------------- | --------------------------------------------------- | --- | --- |
| ja    | Datei hochladen | Kath. Pfarrkirche hl. Jakobus d. Ä. mit Friedhof HERIS-ID: 51608 Objekt-ID: 57296 | Lassing Standort KG: Lassing Schattseite            | Eine Kirche wurde urkundlich kurz nach 1150 genannt. Von 1515 bis 1785 war die gotische Kirche mit erhaltenen Schlingrippengewölben dem Stift Rottenmann inkorporiert. | BDA-Hist.: Q38046346 Status: § 2a Stand der BDA-Liste: 2025-06-30 Name: Kath. Pfarrkirche hl. Jakobus d. Ä. mit Friedhof GstNr.: .292, 1624, 1623 Saint James the Greater Church (Lassing) |
| ja    | Datei hochladen | Pfarrhof HERIS-ID: 51609 Objekt-ID: 57297                                         | Lassing 1 Standort KG: Lassing Schattseite          | Der zweigeschoßige Bau mit Walmdach und gekuppelten Doppelfenstern wurde Ende des 16. Jahrhunderts gebaut. Die barocke Putz-Pilastergliederung stammt vom Ende des 17. Jahrhunderts. An der Außenwand eine Malerei des hl. Florian aus der Bauzeit und Reste gemalter Quadergliederung, die Malereien wurden bei der Restaurierung 1979 freigelegt. Die Tramdecke in der Eingangshalle ist mit 1690 datiert. Zum Inventar gehört eine spätgotische Taufschüssel mit einer Darstellung der Kundschafter mit der Traube. | BDA-Hist.: Q38046359 Status: § 2a Stand der BDA-Liste: 2025-06-30 Name: Pfarrhof GstNr.: .293                                                                                              |
| ja    | Datei hochladen | Kriegerdenkmal HERIS-ID: 82186 Objekt-ID: 96000                                   | nahe Lassing 1 Standort KG: Lassing Schattseite     | Das Kriegerdenkmal an der Südostseite der Kirche ist in neogotischen Formen gestaltet und wurde vermutlich um 1920 errichtet. In einem Blindmaßwerkfenster eine Reliefdarstellung des gefallenen Soldaten. | BDA-Hist.: Q38177803 Status: § 2a Stand der BDA-Liste: 2025-06-30 Name: Kriegerdenkmal GstNr.: 1624 Kriegerdenkmal Lassing                                                                 |
| ja    | Datei hochladen | Schloss Strechau mit Pflegerhaus HERIS-ID: 50995 Objekt-ID: 56537                 | Burgfried 14 Standort KG: Lassing Sonnseite         | Urkundlich erstmals 1074 genannt wurde die teils romanische, teils gotische Wehranlage unter dem Geschlecht der Hoffmann, Führer der steirischen protestantischen Stände, in der Mitte des 16. Jahrhunderts zu einem Renaissanceschloss umgebaut. | BDA-Hist.: Q1014157 Status: Bescheid Stand der BDA-Liste: 2025-06-30 Name: Schloss Strechau mit Pflegerhaus GstNr.: .115 Burg Strechau                                                     |
| ja BW | Datei hochladen | Zdarsky-Stollenportal HERIS-ID: 108737 Objekt-ID: 126244                          | gegenüber Neusiedl 1 Standort KG: Lassing Sonnseite | Der Zdarskystollen wurde 1920 als Hoffnungsstollen angeschlagen und wurde auf einer Länge von 130 Metern durch Phyllit, Grünschiefer und Dolomit vorangetrieben. | BDA-Hist.: Q37813314 Status: § 2a Stand der BDA-Liste: 2025-06-30 Name: Zdarsky-Stollenportal GstNr.: 591/4                                                                                |